# Bonny Madsen
Bonny Madsen (10 agosto 1967) è un'ex calciatrice danese, di ruolo difensore e centrocampista.

## Carriera

### Club
Bonny Madsen, nata in Nigeria da padre danese e madre nigeriana, a un anno dalla nascita si trasferisce con la famiglia in Danimarca, stabilendosi a Copenaghen. Qui si appassiona al calcio fin da giovanissima, iniziando la carriera nelle formazioni giovanili rionali come attaccante, ruolo che poi mantenne per tutta la prima parte della carriera fino al suo arrivo in Elitedivisionen, livello di vertice del campionato danese femminile di calcio.
Gioca con club danesi fino al trasferimento al Malmö FF, disputando così per la prima volta in carriera un campionato estero, quello svedese. Con la nuova squadra disputa la Damallsvenskan, il massimo livello del campionato locale, fino alla stagione 1992, ottenendo il double campionato e Coppa di Svezia nel 1990 e vincendo il successivo campionato 1991.
Nel 1992 fa ritorno in Danimarca, firmando per il Rødovre fino al 1995.
Dopo essersi fatta notare dai dirigenti del Lugo a Mantova durante un'amichevole con la sua nazionale nell'ottobre 1994, viene convinta a trasferirsi in Italia per quello che sarà il suo più lungo periodo in un campionato estero. In rosa con il Lugo dal campionato di Serie A 1995-1996, rimane al club romagnolo anche la stagione successiva, totalizzando complessivamente 65 presenze con 2 reti siglate in campionato e vincendo la Coppa Italia 1995-1996.
Nell'estate 1997 si trasferisce al Pisa, per lei 28 presenze e 2 reti in campionato, con la squadra che chiude la stagione a 66 punti, frutto di 20 vittorie, 6 pareggi e 4 sconfitte che le valgono il terzo posto a 13 punti dalle capoliste appaiate, Modena e Cascine Vica, con la prima che poi si aggiudicherà lo spareggio per la conquista del titolo di campione d'Italia. Lascia la società a fine stagione, disillusa dalle promesse disattese dalla dirigenza e meditando di abbandonare l'Italia per continuare altrove l'attività agonistica.
Tuttavia il successivo calciomercato estivo viene convinta dalla dirigenza del ACF Milan e vestire la maglia della società milanese. Rimane in rossonero per due stagioni piene di soddisfazioni, conquistando a inizio stagione 1998-1999 la Supercoppa italiana 1998 insieme al titolo di Campione d'Italia, il 4º per il club, mentre in Coppa Italia viene sconfitta in finale dalla Lazio CF con il risultato di 4-0.
La stagione successiva, dopo aver nuovamente conquistato la Supercoppa, la squadra deve accontentarsi del 2º posto in Serie A e di aver raggiunto la finale di Coppa Italia venendo nuovamente sconfitta, questa volta dalla Torres Fo.S., per 2-0. Complessivamente Madsen marca 49 presenze in campionato segnando 5 reti.

## Palmarès
- Campionato svedese: 2

Malmö FF: 1990, 1991
- Campionato italiano: 1

Milan: 1998-1999
- Coppa di Svezia: 1

Malmö FF: 1990
- Coppa Italia: 1

Lugo: 1995-1996
- Supercoppa italiana: 2

Milan: 1998, 1999